# Lycée Voltaire
Das Lycée Voltaire ist eine öffentliche Schule für allgemeinbildende und technische Bildung im 11. Arrondissement von Paris.
Die Schule verdankt ihren Namen dem Schriftsteller und Philosophen Voltaire. Sie wurde unter der Leitung des Architekten Eugène Train am 13. Juli 1891 von Präsident Sadi Carnot eingeweiht und war lange Zeit das einzige Gymnasium im Nordosten von Paris. Bei der Eröffnung war die Schule eine reine Jungenschule, bevor sie ab 1973 schrittweise zu einer koedukativen Schule wurde.
In der zweiten Hälfte des 19. Jahrhunderts wurde die Rechtschaffenheit des Lehrkörpers kontrolliert. Da die Behörden jedoch nicht in der Lage waren, ihre Freizeit so streng zu regeln wie die der Schüler, richteten sie in mehreren Gymnasien Spiel- und Lesesäle zu ihrem Vergnügen ein, wie 1893 im Lycée Janson de Sailly.

## Ehemalige Lehrer
- Émile Moselly (1870–1918), Schriftsteller

## Ehemalige Schüler
- Serge Daney (1944–1992), Filmkritiker
- Jacques Delors (1925–2023), Wirtschaftswissenschaftler und Politiker
- Jean-Paul Goude (* 1940), Grafik-Designer, Illustrator, Fotograf und Werbefilmregisseur
- Henri Krasucki (1924–2003), Widerstandskämpfer und führender Gewerkschaftsfunktionär